# Mittelrheinpokal 2022/23
Der Mittelrheinpokal 2022/23 war die 31. Austragung im Fußball-Mittelrheinpokal der Männer, der vom Fußball-Verband Mittelrhein veranstaltet wird. Der Wettbewerb wird nach einem Sponsor Bitburger-Pokal oder nach dem Verband FVM-Pokal genannt. Der Sieger qualifizierte sich für die erste Hauptrunde des DFB-Pokal 2023/24.

## Modus
Der Mittelrheinpokal wird im K.-o.-System ausgetragen. In jeder Runde gibt es ein Spiel. Wenn ein Spiel nach 90 Minuten unentschieden steht, wird das Spiel um zweimal 15 Minuten verlängert. Sollte danach immer noch keine Entscheidung gefallen sein, folgt ein Elfmeterschießen. Die jeweils klassentiefere Mannschaft hat bis einschließlich Halbfinale Heimrecht. Eine Ausnahme bilden in der ersten Runde die Kreispokalsieger, die als Belohnung für ihren Titel in der ersten Runde Heimrecht haben. Alle Runden werden aus einem einzigen Lostopf ohne Einschränkungen ausgelost. Eine Ausnahme bildet auch hier die erste Runde, in der weder Kreispokalsieger noch Mannschaft aus dem gleichen Kreis aufeinander treffen können. Davon ausgenommen sind die höherklassigen Vereine, die nicht an den Kreispokalen teilnehmen (3. Liga und Regionalliga West). Das Finale wurde am 3. Juni 2023 im Sportpark Höhenberg ausgetragen.

## Teilnehmende Mannschaften
Für den Mittelrheinpokal 2022/23 qualifizierten sich automatisch die Vereine aus dem Verbandsgebiet, die in der 3. Liga und der Regionalliga West spielten. Dazu kommen die drei erstplatzierten Mannschaften aus den Kreispokalwettbewerben der Kreise Köln, Bonn, Sieg, Berg, Euskirchen, Rhein-Erft, Aachen, Düren und Heinsberg.
Am Mittelrheinpokal 2022/23 nahmen folgende Mannschaften teil (Kreispokalsieger fett).
- Kreis Köln
  - FC Viktoria Köln (3. Liga), SC Fortuna Köln (RL), FC Pesch (MRL), SC Blau-Weiß 06 Köln (BL), SC Borussia Lindenthal-Hohenlind (LL)

- Kreis Bonn
  - Bonner SC (MRL), Blau-Weiß Friesdorf (MRL), SSV Merten (LL)

- Kreis Sieg
  - FC Hennef 05 (MRL), FV Bad Honnef (LL), FSV Neunkirchen-Seelscheid (LL)

- Kreis Berg
  - SV Eintracht Hohkeppel (MRL), SV Bergisch Gladbach 09 (MRL), VfR Wipperfürth (KLA)

- Kreis Euskirchen
  - SC Germania Erftstadt-Lechenich (LL), SV Rhenania Bessenich (BL), TuS Chlodwig Zülpich (BL), SV Frauenberg (KLA)

- Kreis Rhein-Erft
  - FC Hürth (MRL), BC Viktoria Glesch-Paffendorf (MRL), SC Fliesteden (KLA)

- Kreis Aachen
  - Alemannia Aachen (RL), SV Breinig (LL), DJK FV Haaren (BL), VfR Würselen (BL)

- Kreis Düren
  - 1. FC Düren (RL), Viktoria Arnoldsweiler (MRL), Borussia Freialdenhoven (MRL), SG Türkischer SV Düren (KLA)

- Kreis Heinsberg
  - FC Wegberg-Beeck (MRL), Union Schafhausen (LL), SV Roland Millich (KLA)

## 1. Runde
Die erste Runde wurde am 5. Oktober 2022 ausgelost. Die Partien wurden zwischen dem 19. Oktober und dem 13. November 2022 ausgetragen.
| Datum             |                                      | Ergebnis  |                                       |
| ----------------- | ------------------------------------ | --------- | ------------------------------------- |
| 19.10.2022, 19:30 | SC Germania Erftstadt-Lechenich (LL) | 0:2       | 1. FC Düren (RL)                      |
| 19.10.2022, 19:30 | Bonner SC (MRL)                      | 7:0       | SV Breinig (LL)                       |
| 25.10.2022, 19:30 | Viktoria Arnoldsweiler (MRL)         | 1:3       | VfR Wipperfürth (KLA)                 |
| 25.10.2022, 19:30 | SV Frauenberg (KLA)                  | 2:5 n. V. | SC Blau-Weiß 06 Köln (BL)             |
| 26.10.2022, 19:00 | SV Bergisch Gladbach 09 (MRL)        | 0:2       | Alemannia Aachen (RL)                 |
| 26.10.2022, 19:00 | SG Türkischer SV Düren (KLA)         | 3:1       | VfR Würselen (BL)                     |
| 26.10.2022, 19:30 | SV Eintracht Hohkeppel (MRL)         | 2:0       | SC Borussia Lindenthal-Hohenlind (LL) |
| 26.10.2022, 20:00 | FC Pesch (MRL)                       | 3:0       | SV Roland Millich (KLA)               |
| 26.10.2022, 20:00 | FC Hennef 05 (MRL)                   | 0:3       | FC Viktoria Köln (3L)                 |
| 26.10.2022, 20:00 | FC Wegberg-Beeck (MRL)               | 1:2       | BC Viktoria Glesch-Paffendorf (MRL)   |
| 26.10.2022, 20:00 | FV Bad Honnef (LL)                   | 0:1       | Blau-Weiß Friesdorf (MRL)             |
| 26.10.2022, 20:00 | TuS Chlodwig Zülpich (BL)            | 0:2       | FSV Neunkirchen-Seelscheid (LL)       |
| 27.10.2022, 19:30 | DJK FV Haaren (BL)                   | 2:1       | Union Schafhausen (LL)                |
| 27.10.2022, 20:00 | SC Fliesteden (KLA)                  | 1:3       | SSV Merten (LL)                       |
| 27.10.2022, 20:00 | SV Rhenania Bessenich (BL)           | 3:5 n. V. | Borussia Freialdenhoven (MRL)         |
| 13.11.2022, 15:00 | FC Hürth (MRL)                       | 3:1 n. V. | SC Fortuna Köln (RL)                  |

## Achtelfinale
Die Achtelfinalspiele wurden am 28. Oktober 2022 ausgelost. Die Partien wurden am 19. und 23. November 2022 ausgetragen.
| Datum             |                                 | Ergebnis  |                                     |
| ----------------- | ------------------------------- | --------- | ----------------------------------- |
| 19.11.2022, 15:30 | FC Pesch (MRL)                  | 0:3       | FC Viktoria Köln (3L)               |
| 19.11.2022, 16:00 | FSV Neunkirchen-Seelscheid (LL) | 0:1       | SV Eintracht Hohkeppel (MRL)        |
| 19.11.2022, 16:00 | SSV Merten (LL)                 | 2:5       | Bonner SC (MRL)                     |
| 19.11.2022, 16:00 | SG Türkischer SV Düren (KLA)    | 2:5       | BC Viktoria Glesch-Paffendorf (MRL) |
| 19.11.2022, 16:00 | DJK FV Haaren (BL)              | 2:3 n. V. | SC Blau-Weiß 06 Köln (BL)           |
| 19.11.2022, 18:00 | Blau-Weiß Friesdorf (MRL)       | 0:1       | FC Hürth (MRL)                      |
| 23.11.2022, 19:00 | Borussia Freialdenhoven (MRL)   | 0:1       | 1. FC Düren (RL)                    |
| 23.11.2022, 19:00 | VfR Wipperfürth (KLA)           | 1:2       | Alemannia Aachen (RL)               |

## Viertelfinale
Die Spielpaarungen der Viertelfinale wurden am 15. Dezember ausgelost. Die Partien wurden am 22. Februar 2023 ausgetragen.
| Datum             |                              | Ergebnis  |                                     |
| ----------------- | ---------------------------- | --------- | ----------------------------------- |
| 22.02.2023, 19:00 | SC Blau-Weiß 06 Köln (BL)    | 3:2       | BC Viktoria Glesch-Paffendorf (MRL) |
| 22.02.2023, 19:00 | SV Eintracht Hohkeppel (MRL) | 4:2 n. V. | Bonner SC (MRL)                     |
| 22.02.2023, 19:00 | FC Hürth (MRL)               | 2:3       | 1. FC Düren (RL)                    |
| 22.02.2023, 19:30 | Alemannia Aachen (RL)        | 0:1 n. V. | FC Viktoria Köln (3L)               |

## Halbfinale
Die Spielpaarungen der Halbfinale wurden am 28. Februar 2023 ausgelost. Die Partien wurden am 22. März 2023 ausgetragen.
| Datum             |                              | Ergebnis |                       |
| ----------------- | ---------------------------- | -------- | --------------------- |
| 22.03.2023, 19:00 | SC Blau-Weiß 06 Köln (BL)    | 1:5      | 1. FC Düren (RL)      |
| 22.03.2023, 19:00 | SV Eintracht Hohkeppel (MRL) | 1:5      | FC Viktoria Köln (3L) |

## Finale
| 1. FC Düren                                             | 1. FC Düren | FC Viktoria Köln | FC Viktoria Köln |
| ------------------------------------------------------- | --- | --- | ---------------- |
| 1. FC Düren                                             | \| 3. Juni 2023 um 14:15 Uhr in Köln (Sportpark Höhenberg) \| \| Ergebnis: 0:2 (0:2) \| \| Zuschauer: 3.559 \| \| Schiedsrichter: David-Markus Koj (Wegberg) \| \| Spielbericht \| | \| 3. Juni 2023 um 14:15 Uhr in Köln (Sportpark Höhenberg) \| \| Ergebnis: 0:2 (0:2) \| \| Zuschauer: 3.559 \| \| Schiedsrichter: David-Markus Koj (Wegberg) \| \| Spielbericht \| | FC Viktoria Köln |
| 1. FC Düren                                             | Patrick Bade – Marc Brašnić (68. Anas Bakhat) – Vincent Geimer (68. Markus Wipperfürth) – Kevin Goden – David Winke – Adis Omerbašić (78. Philipp Simon) – Mario Weber – Christian Clemens – Adam Matuschyk – Dennis Brock – Meik Kühnel (78. Yannik Schlößer) Cheftrainer: Boris Schommers | Ben Voll – Michael Schultz – Mike Wunderlich (71. Patrick Sontheimer) – André Becker (63. Seok-Ju Hong) – David Philipp (63. Robin Meißner) – Christoph Greger – Jamil Siebert – Moritz Fritz – Patrick Koronkiewicz – Luca Marseiler (63. Marcel Risse) – Niklas May Cheftrainer: Olaf Janßen | FC Viktoria Köln |
| 1. FC Düren                                             | 0:1 Becker (17.) 0:2 Marseiler (23.) | | FC Viktoria Köln |
| 1. FC Düren                                             | Goden (83.), Matuschyk (90+3.) | Risse (84.), Koronkiewicz (90.+3') | FC Viktoria Köln |
| 3. Juni 2023 um 14:15 Uhr in Köln (Sportpark Höhenberg) | | |                  |
| Ergebnis: 0:2 (0:2)                                     | | |                  |
| Zuschauer: 3.559                                        | | |                  |
| Schiedsrichter: David-Markus Koj (Wegberg)              | | |                  |
| Spielbericht                                            | | |                  |